# Jack Ging
Jack Ging, nom de scène de Jackson Lawrence Ginghoff, né le 30 novembre 1931 à Alva (Oklahoma) et mort le 9 septembre 2022 à La Quinta (Californie), est un acteur américain.

## Biographie
Jack Ging contribue au cinéma à quatorze films américains sortis entre 1958 et 1978, dont Desire in the Dust de William F. Claxton (1960, avec Raymond Burr et Martha Hyer) et deux réalisations de (et avec) Clint Eastwood, Un frisson dans la nuit (1971) et le western L'Homme des Hautes Plaines (1973).
S'ajoute le western franco-américain Un autre homme, une autre chance de Claude Lelouch (1977, avec James Caan et Geneviève Bujold), son avant-dernier film.
À la télévision américaine, il collabore à sept téléfilms (1971-1981) et quatre-vingt-huit séries (1958-1994), dont la série-western Tales of Wells Fargo (en) (quatorze épisodes, 1959-1961), Perry Mason (trois épisodes, 1960-1962), Mannix (huit épisodes, 1968-1974) et L'Agence tous risques (huit épisodes, 1983-1986) où il incarne le Général Fullbright.

## Filmographie partielle

### Cinéma
- 1958 : La Brune brûlante de Leo McCarey : le chauffeur d'Hoxie
- 1960 : Desire in the Dust de William F. Claxton : Peter Marquand
- 1968 : Pendez-les haut et court de Ted Post : Marshal Ace Hayes
- 1971 : Un frisson dans la nuit de Clint Eastwood : Frank
- 1973 : SSSSnake de Bernard L. Kowalski : Shérif Dale Hardison
- 1973 : L'Homme des Hautes Plaines de Clint Eastwood : Morgan Allen
- 1977 : Un autre homme, une autre chance de Claude Lelouch : le prêcheur

### Télévision

#### Séries

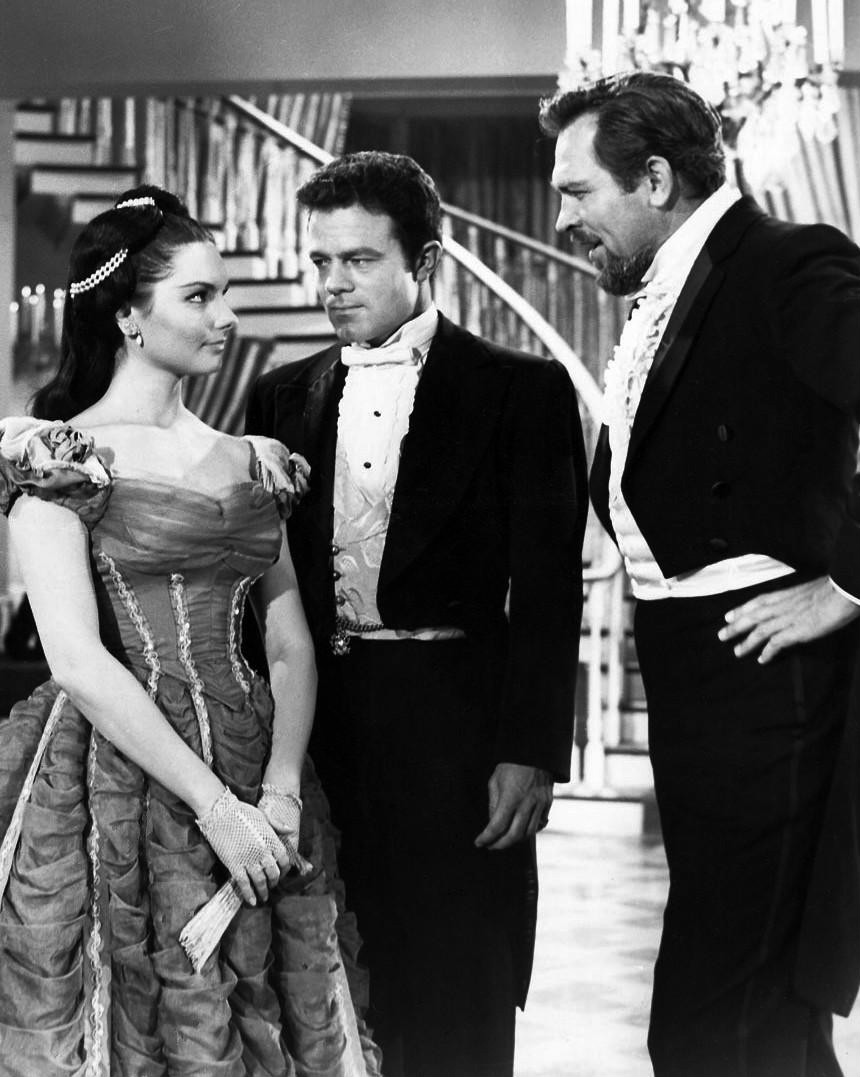
De g. à d. : Suzanne Lloyd, Jack Ging et Howard Keel dans la série-western Tales of Wells Fargo, épisode Casket 7.3 (1961, photo promotionnelle).

- 1959 : Au nom de la loi de Thomas Carr : Royer
- 1959-1960 : Bat Masterson : Clark Bassett / Billy Webb
- 1959-1961 : Tales of Wells Fargo (en) : Stacy / Beau McCloud
- 1960-1962 : Perry Mason d'Arthur Marks : Robert Chapman / James Kincannon / Danny Pierce
- 1961 : La Quatrième Dimension : le jeune homme
- 1961 : Alfred Hitchcock présente d'Alan Crosland Jr. : Détective Parks
- 1963 : Le Jeune Docteur Kildare de Jack Smight : Dr Paul Graham
- 1966 : Shane : Kyle
- 1967 : Le Monde merveilleux de Disney de Michael O'Herlihy : lieutenant John Singleton Mosby
- 1968 : Bonanza : Cleve Louden
- 1968-1974 : Mannix : James Spencer / lieutenant Dan Ives
- 1969-1974 : Sur la piste du crime : James Cober / Keene / Selwyn
- 1970 : Hawaï police d'État de Michael O'Herlihy : Carl Anderson
- 1970 : Dan August de Lewis Allen : caporal Wade Pollock
- 1971 : Le Virginien de Don McDougall : Owen
- 1972 : La Nouvelle Équipe de Jerry Jameson : Dave Derman
- 1972 : Lassie d'Ezra Stone : Colonel Kenneth Stone
- 1972 : L'Homme de fer de Raymond Burr : Dewey
- 1972 : Mission impossible de Peter Graves : Hawks
- 1973 : Search de Jerry Jameson : Charles Hall
- 1974 : Le Magicien de David Moessinger : Frank Denbo
- 1974 : Police Story de Barry Shear : sergent Valeir

- 1974 : L'Homme qui valait trois milliards  : Ted Collins
- 1974-1975 : Petrocelli de Vincent McEveety : Wayne Jacoby / James Wylie

- 1974-1979 : Barnaby Jones : Dr Thomas Reston / Wayne Houser / Dave Hendricks / Tom Powers
- 1975 : Cannon de Leo Penn : Rick Harney
- 1975-1977 : Kojak : Leo Becker / Hackford
- 1975-1983 : La Petite Maison dans la prairie : Marshal Anders / M. Brown
- 1976 : Sergent Anderson de Barry Shear : capitaine Harris
- 1976 : Super Jaimie d'Alan Crosland Jr. : inspecteur en chef Hanson
- 1977 : La Famille des collines : Stuart Henry
- 1978 : L'Île fantastique de Cliff Bole : sergent Gus Fallon
- 1978 : Starsky et Hutch de Leo Penn : Ray Pardee
- 1980 : Galactica 1980 de Vince Edwards : Collins
- 1980 : Pour l'amour du risque de John Tiffin Patterson : Drew Kendall
- 1981 : Ralph Super-héros d'Arnold Laven : lieutenant Tracy Winslow
- 1981 : Quincy de Ray Danton : Mickey Langford
- 1982 : L'Homme qui tombe à pic de Daniel Haller : Johnson
- 1983 : Le Souffle de la guerre de Dan Curtis : le commandant de destroyer Baldwin
- 1983 : Le Juge et le Pilote : Joe Cagney
- 1983-1986 : L'Agence tous risques de Ron Satlof : capitaine Stark / lieutenant Taggart / général Harlan « Bull » Fullbright
- 1984-1985 : Riptide : lieutenant Ted Quinlan
- 1986 : Les Routes du paradis de Michael Landon : Michael Gunn
- 1987 : Un flic dans la mafia de Rod Holcomb : Shérif Lewis Butcher
- 1988 : Les Orages de la guerre de Dan Curtis : commandant William Berscher
- 1991 : Enquêtes à Palm Springs : Shérif Hollings
- 1994 : Wings de Peter Bonerz : Dan Mattay

#### Téléfilms
- 1971 : Panique en plein ciel (en) (Terror in the Sky) de Bernard L. Kowalski : un contrôleur aérien
- 1972 : My Sister Hank de Norman Tokar : Willis Bennett
- 1973 : The Fabulous Doctor Fable (en) de Bernard Girard : lieutenant DeLusso
- 1974 : The Disappearance of Flight 412 (en) de Jud Taylor : Green
- 1978 : Keefer de Barry Shear : Benson
- 1981 : The Oklahoma City Dolls d'E. W. Swackhamer : C. C. Jamespon